# Rhytiphora cruciata
Rhytiphora cruciata là một loài bọ cánh cứng trong họ Cerambycidae.